# Antonio Domingo Bussi
Antonio Domingo Bussi (* 17. Januar 1926; † 24. November 2011) war ein argentinischer Armeegeneral und Politiker in der Provinz Tucumán. Er wurde wegen Verbrechen gegen die Menschlichkeit während der argentinischen Militärdiktatur verurteilt.

## Leben

### Frühe Jahre
Bussi wurde in Victoria in der Provinz Entre Ríos geboren. Er begann eine Ausbildung am Colegio Militar de la Nación (Nationale Militärschule) im Jahre 1943 und beendete es mit Abschluss im Jahre 1947 als Leutnant in einer Infanterie-Division. Später folgte eine Weiterbildung in Fort Leavenworth, Kansas. Kurze Zeit später diente er im Armee-Hauptquartier in Buenos Aires. Als Kommandeur eines Regiments reiste er als Militärbeobachter zum Kriegsschauplatz des Vietnamkrieges. Die Präsidentin Isabel Perón schickte ihn als Chef einer Einheit in die Provinz Tucumán, wo er gegen die Revolutionäre Volksarmee kämpfen sollte.

### Tucumán
Bussi verlegte das Geheimgefängnis nach Famaillá in eine ruhige und abgeschiedene Gegend und ordnete die Anwendung von Folter an. Die Lage sollte auch Menschenrechtsorganisationen davon abhalten, das Gefängnis zu untersuchen. Der Putsch vom 24. März 1976 hatte für Bussis Karriere positive Auswirkungen. Er wurde zum Gouverneur der Provinz Tucumán ernannt. Die sowieso schon schlechte Situation der Menschenrechte wurde dadurch verschlimmert. Der Bericht der Parlamentskommission bezüglich der Menschenrechtsverletzungen in der Provinz Tucumán beschrieb die Regierung Bussi als repressiv. Gewerkschaftsführer, Politiker, Studenten und Professoren seien der Unterdrückung ausgeliefert gewesen. Paul H. Lewis zufolge waren der Großteil der Verschwundenen Studenten und universitäre Lehrkräfte. Bussi war bis 1978 Gouverneur der Provinz.

### Nach der Diktatur
Nach der Wiederherstellung der Demokratie 1983 betrieb Präsident Raúl Alfonsín bzw. seine Strafverfolgungsbehörden die Aufarbeitung der Verbrechen während der Militärdiktatur. Bussi wurde jedoch 1990, bevor Anklage gegen ihn erhoben werden konnte, von Präsident Carlos Menem begnadigt. Unter diese Begnadigung fielen auch etliche linksgerichtete Guerillas, die für den Tod zahlreicher Zivilisten verantwortlich waren. Menem sagte, dass er die blutige Vergangenheit überwinden wollte und Wunden heilen wollte. Bussi übte das Amt des Gouverneurs von Tucumán erneut vom 29. Oktober 1995 bis zum 29. Oktober 1999 aus.
Am 15. Oktober 2003 wurde er festgenommen, wegen der Rolle, die er bei der Entführung des Kongressabgeordneten Guillermo Vargas Aignasse gespielt haben soll.
Der 2003 gewählte Präsident Néstor Kirchner bemühte sich, die Verbrechen, die während des schmutzigen Krieges durch die Machthaber begangen wurden, wieder zu verfolgen. Bussi wurde 2008 wegen Verbrechen gegen die Menschlichkeit zu lebenslänglicher Haft verurteilt und 2011 aus den Reihen der argentinischen Streitkräfte entfernt.
Bussi beschrieb sich selbst als Opfer einer politischen Intrige und dankte seinen Soldaten, die ihm geholfen hatten, den Kommunismus zu besiegen.

### Tod
Bussi starb am 24. November 2011 im Alter von 85 Jahren. Er befand sich in Hausarrest in Yerba Buena, Tucumán.